# 長崎県道250号伊王島香焼線
長崎県道250号伊王島香焼線（ながさきけんどう250ごう いおうじまこうやぎせん）は、長崎県長崎市を通る一般県道である。

## 概要
長崎市伊王島町2丁目から長崎市香焼町に至る。
伊王島へ陸路で到達できる唯一の道路である。

### 路線データ
- 起点：長崎県長崎市伊王島町2丁目（長崎県道118号伊王島線起点）
- 終点：長崎県長崎市香焼町（長崎県道29号香焼江川線起点）
- 総延長：2.7 km[1]

## 路線状況

### 道路施設

#### 橋梁
- 伊王島大橋（大中瀬戸、長崎市）

#### トンネル
- 香焼トンネル：延長603 m[1]、2002年（平成14年）竣工、長崎市

## 地理

### 通過する自治体
- 長崎市

### 交差する道路
| 交差する道路           | 交差する場所  | 交差する場所 |
| ---------------------- | ------------- | ------------ |
| 長崎県道118号伊王島線  | 伊王島町2丁目 | 起点         |
| 長崎県道29号香焼江川線 | 香焼町        | 終点         |

### 沿線
- 香焼総合公園